# Erkki Aho

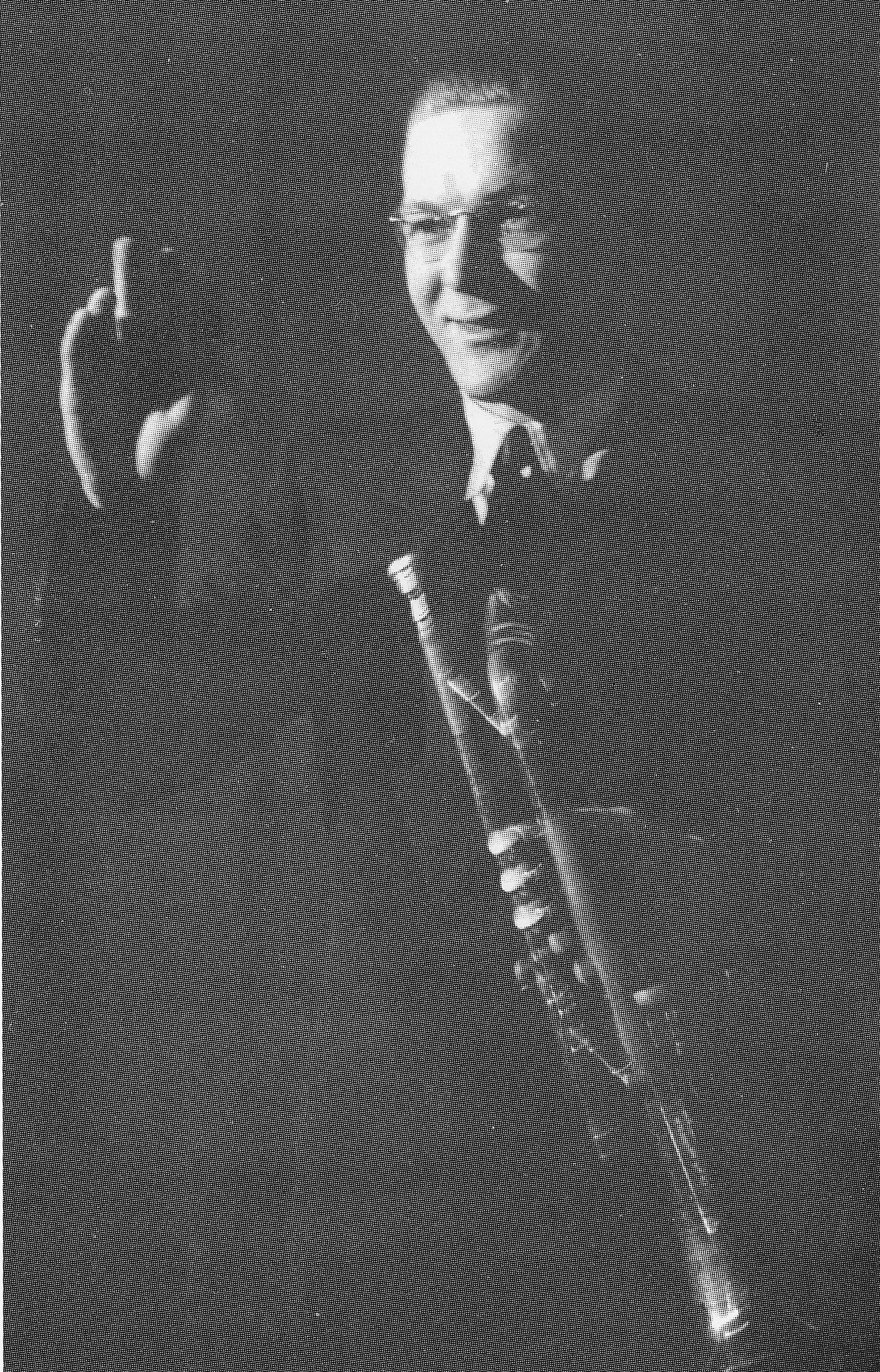
Erkki Aho.

 Erkki Vilhelm Aho, född 10 december 1918, död 19 augusti 2002, var en finländsk musiker och orkesterledare. 
Aho ledde orkestern Rytmi, som bildades 1938. I orkestern agerade Olavi Virta och Raija Valtonen solister, pianist var Toivo Kärki och en annan känd medlem var Pauli Granfelt. Under fortsättningskriget bestod Erkki Ahos orkester av 14 man innan den 1945 övertogs av trummisen Osmo "Ossi" Aalto.